# 대한민국 형법 제227조의2
대한민국 형법 제227조의2는 공전자기록위작·변작에 대한 형법각칙의 조문이다.

## 조문
제227조의2(공전자기록위작·변작) 사무처리를 그르치게 할 목적으로 공무원 또는 공무소의 전자기록등 특수매체기록을 위작 또는 변작한 자는 10년 이하의 징역에 처한다.
[본조신설 1995.12.29.]

第227條의2(公電磁記錄僞作·變作) 事務處理를 그르치게 할 目的으로 公務員 또는 公務所의 電磁記錄등 特殊媒體記錄을 僞作 또는 變作한 者는 10年 이하의 懲役에 處한다.
[本條新設 1995.12.29.]

## 판례
- 전자복사기 등을 사용하여 복사한 문서의 사본도 문서원본과 동일한 의미를 가지는 문서로서 이를 다시 복사한 문서의 재사본도 문서위조죄 및 동 행사죄의 객체인 문서에 해당한다 할 것이고, 진정한 문서의 사본을 전자복사기를 이용하여 복사하면서 일부 조작을 가하여 그 사본 내용과 전혀 다르게 만드는 행위는 공공의 신용을 해할 우려가 있는 별개의 문서사본을 창출하는 행위로서 문서위조행위에 해당한다[1]

## 참고 문헌
- 김재윤(학원인), 손동권 저, 새로운 형법각론, 율곡출판사, 2013. ISBN 9788997428342
- 편집부. (2017, 9). 형법 제227조의2 위헌제청 〈공전자기등록 등 위작죄 위헌제청 사건〉 2015헌가30 외. 고시계, 62(10), 139-146.

## 같이 보기
- 공문서위조죄